# Alter jüdischer Friedhof (Cieszyn)

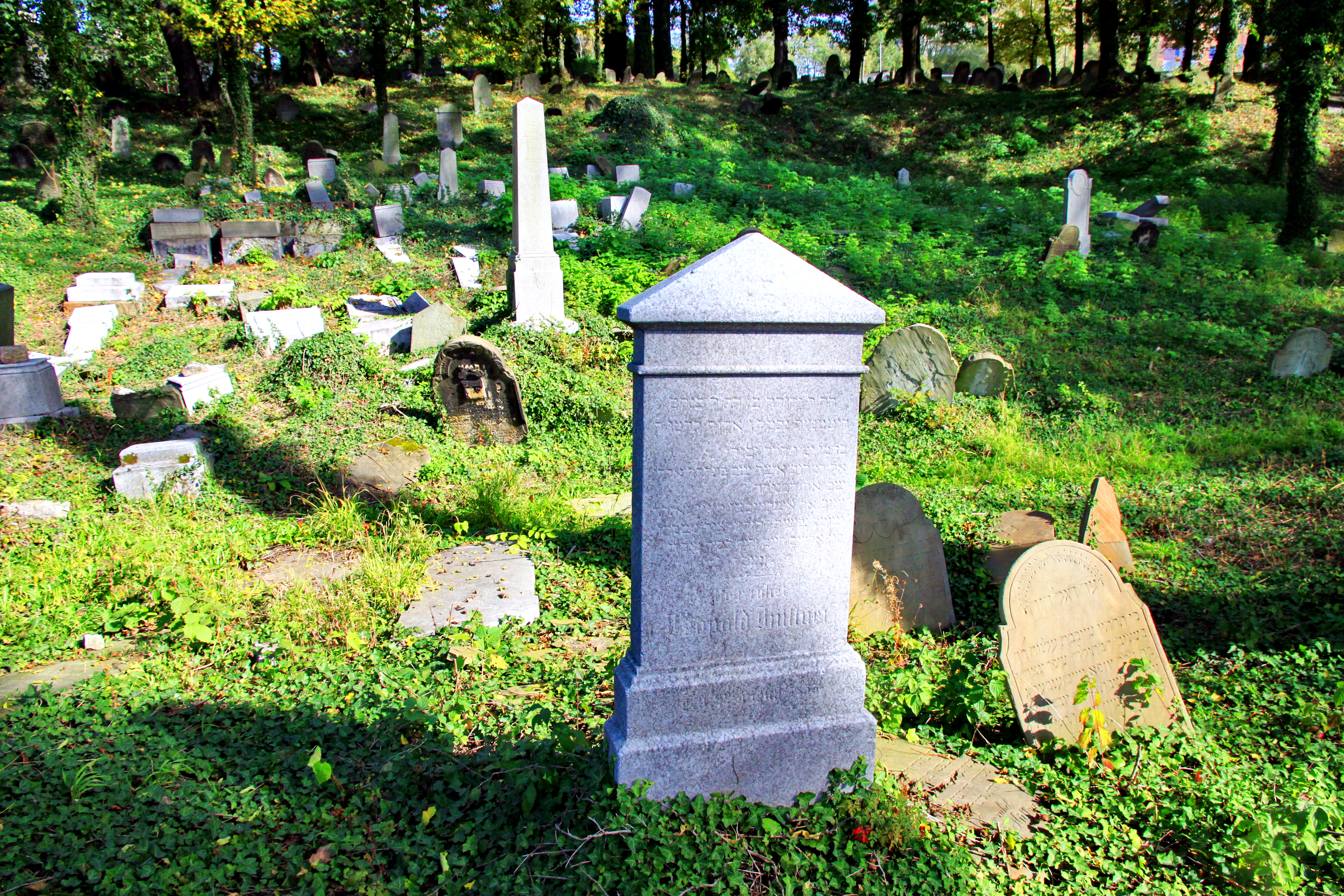
Ansicht des Friedhofs

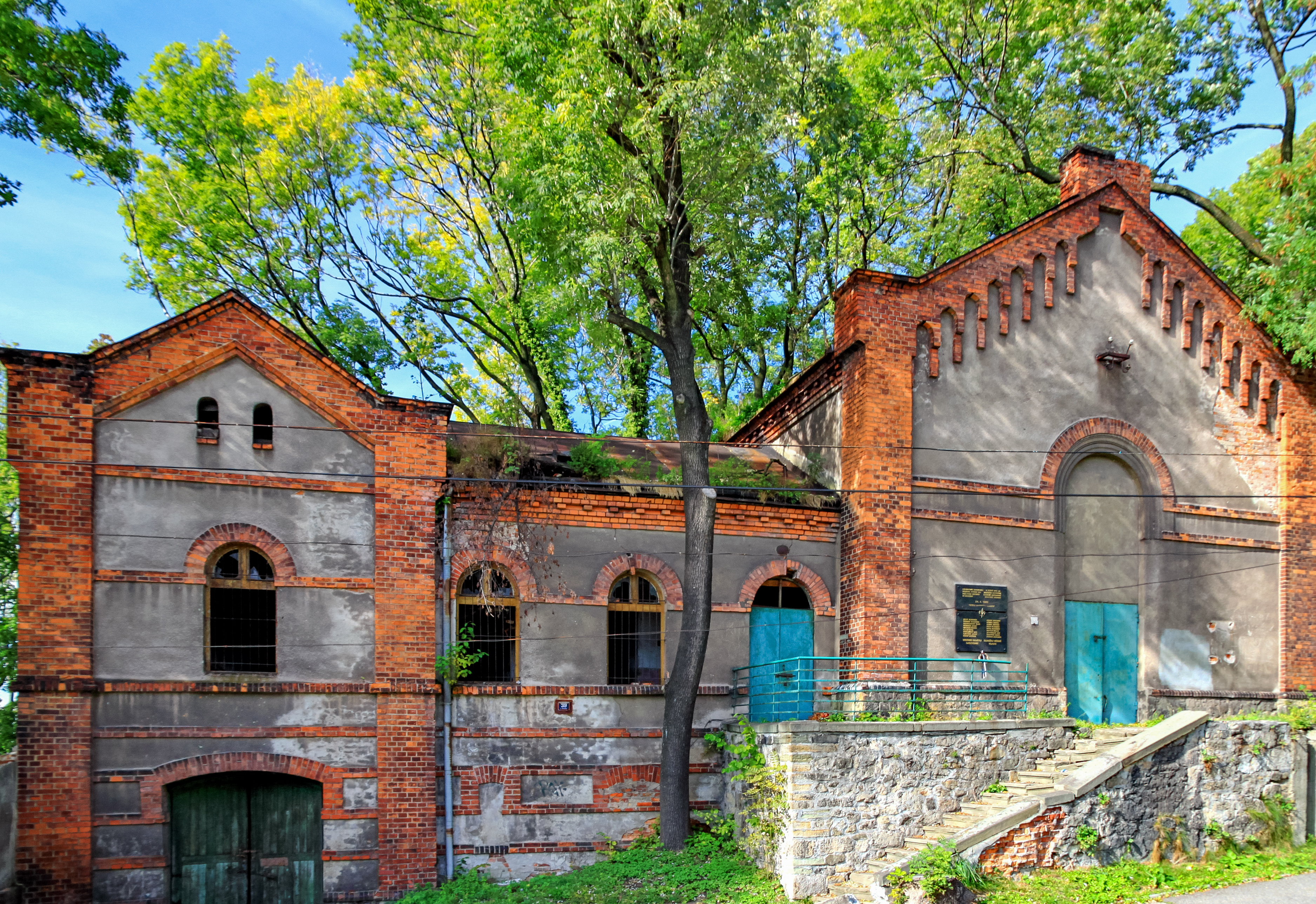
Taharahaus

Der Alte jüdische Friedhof in Cieszyn (deutsch Teschen), einer Stadt in der Woiwodschaft Schlesien in Polen, wurde 1647 angelegt und bis 1907 genutzt. Der jüdische Friedhof ist ein geschütztes Kulturdenkmal. 
Der Friedhof war zunächst im Privatbesitz der Familie Singer und wurde im Jahr 1785 von der jüdischen Gemeinde Teschen gekauft. Im Laufe des 19. Jahrhunderts wurde der Friedhof mehrmals erweitert. Nach der Anlegung des Neuen jüdischen Friedhofs wurde der alte jüdische Friedhof geschlossen. 1576 Grabsteine wurden vor Jahren auf dem Friedhof gezählt.

## Taharahaus
Das Taharahaus, ausgestattet mit einer Wohnung für den Friedhofswärter, wurde in der zweiten Hälfte des 19. Jahrhunderts erbaut. Es wurde von dem Eisenbahnpionier Emanuel A. Ziffer aus Teschen finanziert. 